# 400 mètres féminin aux championnats du monde d'athlétisme 2019
Pour un article plus général, voir Championnats du monde d'athlétisme 2019.
Navigation
Londres 2017 Eugene 2021
L'épreuve du 400 mètres féminin des championnats du monde de 2019 se déroule les 30 septembre, 1er 3 octobre 2019 dans le Khalifa International Stadium, au Qatar. 

## Records et performances

### Records
Les records du 400 m femmes (mondial, des championnats et par continent) étaient avant les championnats 2019 les suivants :
| Record                    | Athlète               | Pays               | Temps   | Lieu      | Date              |
| ------------------------- | --------------------- | ------------------ | ------- | --------- | ----------------- |
| Record du monde           | Marita Koch           | Allemagne de l'Est | 47 s 60 | Canberra  | 6 octobre 1985    |
| Record des championnats   | Jarmila Kratochvílová | Tchécoslovaquie    | 47 s 99 | Helsinki  | 10 août 1983      |
| Record d'Afrique          | Falilat Ogunkoya      | Nigeria            | 49 s 10 | Atlanta   | 29 juillet 1996   |
| Record d'Asie             | Salwa Eid Naser       | Chine              | 49 s 08 | Monaco    | 20 juillet 2018   |
| Record d'Amérique du Nord | Sanya Richards        | États-Unis         | 48 s 70 | Athènes   | 16 septembre 2006 |
| Record d'Amérique du Sud  | Ximena Restrepo       | Colombie           | 49 s 64 | Barcelone | 5 août 1992       |
| Record d'Europe           | Marita Koch           | Allemagne de l'Est | 47 s 60 | Canberra  | 6 octobre 1985    |
| Record d'Océanie          | Cathy Freeman         | Australie          | 48 s 63 | Atlanta   | 29 juillet 1996   |

### Meilleures performances de l'année 2019
Les dix  athlètes les plus rapides de l'année sont, avant les championnats, les suivantes. 
| 1  | Shaunae Miller-Uibo   | Bahamas    | 49 s 05 | Gainesville  | 27 avril 2019   |
| 2  | Salwa Eid Naser       | Bahreïn    | 49 s 17 | Lausanne     | 5 juillet 2019  |
| 3  | Aminatou Seyni        | Niger      | 49 s 19 | Lausanne     | 5 juillet 2019  |
| 4  | Shericka Jackson      | Jamaïque   | 49 s 78 | Kingston     | 23 juin 2019    |
| 5  | Shakima Wimbley       | États-Unis | 50 s 20 | Des Moines   | 26 juillet 2019 |
| 6  | Kendall Ellis         | États-Unis | 50 s 38 | Des Moines   | 27 juillet 2019 |
| 7  | Wadeline Jonathas     | États-Unis | 50 s 44 | Des Moines   | 27 juillet 2019 |
| 8  | Christine Botlogetswe | Botswana   | 50 s 48 | Rabat        | 16 juin 2019    |
| 9  | Dalilah Muhammad      | États-Unis | 50 s 60 | Chorzów      | 16 juin 2019    |
| 10 | Chrisann Gordon       | Jamaïque   | 50 s 66 | Baie Mahault | 18 mai 2019     |

## Critères de qualification
Pour se qualifier pour les championnats, il faut avoir réalisé 51 s 80 ou moins entre le 7 septembre 2018 au 6 septembre 2019.

## Résultats

### Finale
| Rang               | Couloir | Athlète                 | Pays       | Temps   | Notes  |
| ------------------ | ------- | ----------------------- | ---------- | ------- | ------ |
| Médaille d'or      | 5       | Salwa Eid Naser         | Bahreïn    | 48 s 14 | AR, WL |
| Médaille d'argent  | 7       | Shaunae Miller-Uibo     | Bahamas    | 48 s 37 | AR     |
| Médaille de bronze | 3       | Shericka Jackson        | Jamaïque   | 49 s 47 | PB     |
| 4                  | 6       | Wadeline Jonathas       | États-Unis | 49 s 60 | PB     |
| 5                  | 8       | Phyllis Francis         | États-Unis | 49 s 61 | PB     |
| 6                  | 4       | Stephenie Ann McPherson | Jamaïque   | 50 s 89 |        |
| 7                  | 9       | Justyna Święty-Ersetic  | Pologne    | 50 s 95 |        |
| 8                  | 2       | Iga Baumgart-Witan      | Pologne    | 51 s 29 |        |

### Demi-finales
Qualification : les deux premières de chaque série (Q) et les 2 meilleurs temps (q) se qualifient pour la finale.
| Rang | Série | Ligne | Nom                     | Nationalité        | Temps             | Notes |
| ---- | ----- | ----- | ----------------------- | ------------------ | ----------------- | ----- |
| 1    | 2     | 1     | Shaunae Miller-Uibo     | Bahamas            | 49 s 66           | Q     |
| 2    | 1     | 1     | Salwa Eid Naser         | Bahreïn            | 49 s 79           | Q     |
| 3    | 2     | 2     | Wadeline Jonathas       | États-Unis         | 50 s 07           | Q, PB |
| 4    | 2     | 3     | Shericka Jackson        | Jamaïque           | 50 s 10           | q     |
| 5    | 1     | 2     | Phyllis Francis         | États-Unis         | 50 s 22           | Q, SB |
| 6    | 3     | 1     | Stephenie Ann McPherson | Jamaïque           | 50 s 70           | Q, SB |
| 7    | 3     | 2     | Justyna Święty-Ersetic  | Pologne            | 50 s 96           | Q,    |
| 8    | 1     | 3     | Iga Baumgart-Witan      | Pologne            | 51 s 02           | q, PB |
| 9    | 1     | 4     | Paola Morán             | Mexique            | 51 s 08           |       |
| 10   | 2     | 4     | Sada Williams           | Barbade            | 51 s 31           | PB    |
| 11   | 2     | 5     | Lisanne de Witte        | Pays-Bas           | 51 s 41           |       |
| 12   | 2     | 6     | Roxana Gómez            | Cuba               | 51 s 56           | SB    |
| 13   | 2     | 7     | Bendere Oboya           | Australie          | 51 s 58 (.578 ms) |       |
| 14   | 3     | 3     | Kendall Ellis           | États-Unis         | 51 s 58 (.580 ms) |       |
| 15   | 3     | 4     | Emily Diamond           | Royaume-Uni        | 51 s 62           | SB    |
| 16   | 1     | 5     | Aliyah Abrams           | Guyana             | 51 s 71           |       |
| 17   | 1     | 6     | Patience Okon George    | Nigeria            | 51 s 89           |       |
| 18   | 3     | 5     | Mary Moraa              | Kenya              | 52 s 11           |       |
| 19   | 1     | 7     | Déborah Sananes         | France             | 52 s 24           |       |
| 20   | 2     | 8     | Lada Vondrova           | République tchèque | 52 s 25           |       |
| 21   | 3     | 6     | Favour Ofili            | Nigeria            | 52 s 58           |       |
| 22   | 1     | 8     | Laviai Nielsen          | Royaume-Uni        | 52 s 94           |       |
| 23   | 3     | 7     | Shakima Wimbley         | États-Unis         | 1 min 13 s 55     |       |
|      | 3     |       | Galefele Moroko         | Botswana           | DNF               |       |

### Séries
Qualification : les 3 premières (Q) et les 6 meilleurs temps (q) se qualifient pour les demi-finales.
| Rang | Série | Ligne | Nom                      | Nationalité             | Temps         | Notes    |
| ---- | ----- | ----- | ------------------------ | ----------------------- | ------------- | -------- |
| 1    | 2     | 3     | Wadeline Jonathas        | États-Unis              | 50 s 57       | Q        |
| 2    | 4     | 2     | Galefele Moroko          | Botswana                | 50 s 59       | Q, PB    |
| 3    | 6     | 2     | Salwa Eid Naser          | Bahreïn                 | 50 s 74       | Q        |
| 4    | 1     | 2     | Phyllis Francis          | États-Unis              | 50 s 77       | Q        |
| 5    | 2     | 8     | Shericka Jackson         | Jamaïque                | 51 s 13       | Q        |
| 6    | 3     | 9     | Shakima Wimbley          | États-Unis              | 51 s 17       | Q        |
| 7    | 2     | 6     | Bendere Oboya            | Australie               | 51 s 21       | Q, PB    |
| 8    | 4     | 3     | Stephenie Ann McPherson  | Jamaïque                | 51 s 21       | Q        |
| 9    | 5     | 5     | Shaunae Miller-Uibo      | Bahamas                 | 51 s 30       | Q        |
| 10   | 2     | 7     | Lisanne de Witte         | Pays-Bas                | 51 s 31       | q        |
| 11   | 3     | 8     | Iga Baumgart-Witan       | Pologne                 | 51 s 34       | Q        |
| 11   | 6     | 8     | Justyna Święty-Ersetic   | Pologne                 | 51 s 34       | Q        |
| 13   | 4     | 5     | Favour Ofili             | Nigeria                 | 51 s 51       | Q s PB   |
| 14   | 3     | 2     | Laviai Nielsen           | Royaume-Uni             | 51 s 52       | Q        |
| 15   | 6     | 4     | Paola Morán              | Mexique                 | 51 s 58       | Q        |
| 16   | 2     | 9     | Emily Diamond            | Royaume-Uni             | 51 s 66       | q, SB    |
| 17   | 4     | 7     | Aliyah Abrams            | Guyana                  | 51 s 73       | q        |
| 18   | 5     | 6     | Déborah Sananes          | France                  | 51 s 76       | Q        |
| 19   | 2     | 5     | Patience Okon George     | Nigeria                 | 51 s 77       | q        |
| 20   | 4     | 8     | Kendall Ellis            | États-Unis              | 51 s 82       | q        |
| 21   | 4     | 9     | Roxana Gómez             | Cuba                    | 51 s 85       | q        |
| 22   | 5     | 8     | Mary Moraa               | Kenya                   | 51 s 85       | Q        |
| 23   | 2     | 4     | Eleni Artymata           | Chypre                  | 51 s 90       |          |
| 24   | 3     | 7     | Tiffani Marinho          | Brésil                  | 51 s 96       |          |
| 25   | 5     | 2     | Polina Miller            | Athlète neutre autorisé | 51 s 96       |          |
| 26   | 6     | 5     | Kseniya Aksyonova        | Athlète neutre autorisé | 51 s 99       |          |
| 27   | 3     | 6     | Aiyanna Stiverne         | Canada                  | 52 s 03       |          |
| 28   | 1     | 4     | Sada Williams            | Barbade                 | 52 s 14       | Q        |
| 29   | 2     | 2     | Alyona Mamina            | Athlète neutre autorisé | 52 s 15       |          |
| 30   | 4     | 6     | Maggie Barrie            | Sierra Leone            | 52 s 16       | SB       |
| 31   | 3     | 3     | Leni Shida               | Ouganda                 | 52 s 22       |          |
| 32   | 1     | 3     | Lada Vondrová            | Tchéquie                | 52 s 23       | Q        |
| 33   | 6     | 3     | Madeline Price           | Canada                  | 52 s 24       |          |
| 34   | 5     | 4     | Anna Kiełbasińska        | Pologne                 | 52 s 25       |          |
| 35   | 5     | 7     | Anastasia Le-Roy         | Jamaïque                | 52 s 26       |          |
| 36   | 5     | 9     | Irini Vasiliou           | Grèce                   | 52 s 31       |          |
| 37   | 6     | 7     | Anjali Devi              | Inde                    | 52 s 33       |          |
| 38   | 3     | 5     | Maria Benedicta Chigbolu | Italie                  | 52 s 63       |          |
| 39   | 1     | 7     | Anita Horvat             | Slovénie                | 52 s 73       |          |
| 40   | 1     | 6     | Cátia Azevedo            | Portugal                | 52 s 79       |          |
| 41   | 6     | 6     | Amandine Brossier        | France                  | 52 s 81       |          |
| 42   | 1     | 8     | Christine Botlogetswe    | Botswana                | 53 s 27       |          |
| 43   | 3     | 4     | Janet Richard            | Malte                   | 54 s 33       |          |
| 44   | 4     | 4     | Gabriella O'Grady        | Australie               | 54 s 99       |          |
| 45   | 1     | 5     | Hellen Syombua           | Kenya                   | 57 s 07       |          |
| 46   | 6     | 9     | Aishath Himna Hassan     | Maldives                | 59 s 91       |          |
| 47   | 5     | 3     | Kenza Sosse              | Qatar                   | 1 min 06 s 76 |          |
|      | 1     | 9     | Ingrid Yahoska Narvaez   | Nicaragua               | DSQ           | 163.3(a) |

## Légende
Records et Performances
- AR : Record continental (area record)
- CR : Record des championnats (championship record)
- MR : Record du meeting (meet record)
- NR : Record national (national record)
- OR : Record olympique (olympic record)
- PR : Record paralympique (paralympic record)
- PB : Record personnel (personal best)
- SB : Meilleure performance personnelle de la saison (season's best)
- WL : Meilleure performance mondiale de l'année (world leader)
- WJR : Record du monde junior (world junior record)
- WR : Record du monde (world record)

Circonstances et Conditions
- DNF : N'a pas terminé (did not finish)
- DNS : N'a pas pris le départ (did not start)
- DQ : Disqualification (disqualification)
- NM : Aucun essai valable enregistré (No Mark)
- Q : Qualifié « directement » au prochain tour (ou à la prochaine compétition), lors d'une compétition majeure, grâce au classement ou à la réalisation des minima (automatic qualifier)
- q : Qualifié au prochain tour (ou à la prochaine compétition), lors d'une compétition majeure, grâce au repêchage ou à la réalisation de l'une des meilleures performances parmi celles des « non qualifiés directement » (grâce au meilleur temps ou à la meilleure distance par exemple) (secondary qualifier)